# Halecium fraseri
Halecium fraseri är en nässeldjursart som beskrevs av Ralph 1958. Halecium fraseri ingår i släktet Halecium och familjen Haleciidae. Inga underarter finns listade i Catalogue of Life.